# Eimeria pygosceli
Eimeria pygosceli is een soort in de taxonomische indeling van de Myzozoa, een stam van microscopische parasitaire dieren. Het organisme komt uit het geslacht Eimeria en behoort tot de familie Eimeriidae. Eimeria pygosceli werd in 2003 ontdekt door Golemanski.